# Sula, Vestland
Sula är huvudön i Solunds kommun i Vestland fylke i västra Norge. De flesta av kommunens cirka 800 invånare bor på ön som har en yta på 116 kvadratkilometer. Den ligger på den norra sidan av Sognesjøen, som är den yttre delen av Sognefjorden. Långa, smala fjordar skär sig in i ön, särskilt från norr. Hagefjorden från norr och Nesfjorden från söder delar nästan ön i två delar.
Berggrunden på Sula består av devonisk sandsten och konglomerat som ligger i lager som sjunker åt sydöst. Den högsta punkten är toppen Krakhellenipa på Vetefjellet med en höjd av 569 meter över havet.
Kommunens centralort Hardbakke med 334 invånare (2019) ligger på den västra sidan av ön. Den genomkorsas av fylkesväg 606 som går tvärs över hela ön. Från orten Krakhella på den östra sidan av ön finns en färjeförbindelse till fastlandet. Det går en bro över Indre Steinsund vidare västerut till ön Steinsundøyna.